# Места (1930)
„Места“ е български вестник, излизал в Неврокоп през 1930 година.
Издание е на Стопанска кооперация „Труд“. Има сведения за 5 броя. Занимава се с просветни, културни и стопански проблеми.